# Часы отчаяния (фильм, 1990)
«Часы́ отча́яния» (англ. Desperate Hours) — кинофильм, драма режиссёра Майкла Чимино. Экранизация произведения Джозефа Хейеса. Ремейк одноимённого фильма 1955 года. Номинация на премию Золотая малина (Микки Рурк).

## Сюжет
Майклу Босворту, преступнику-психопату, которому грозит смертная казнь, удалось сбежать из здания суда. Влюблённая в него адвокат Ненси Бреерс сделала всё, чтобы Майкл оказался на свободе. Но им на время пришлось расстаться. Чтобы дождаться её и немного передохнуть перед дорогой в Мексику, бандит вместе с сообщниками решает спрятаться в первом попавшемся, самом обычном американском доме.
В жизни семьи Тима и Норы Корнеллов, вынужденной приютить преступников, начинается страшное испытание. Все они захвачены бандитами в заложники. Силовые структуры идут по следу Босворта и выходят на адрес Корнеллов. Дом окружён вооруженным кольцом, но агенты ФБР не могут взять ситуацию под контроль. Начинают гибнуть люди. Попытка захвата оканчивается неудачно. В ожесточённой перестрелке погибает один из бандитов, но ситуация остаётся под контролем преступников. В конце концов, инициативу в свои руки берёт Тим Корнелл. Ему удаётся сделать так, что в решающий момент у убийцы в руках оказывается незаряженное оружие. Корнелл спасает жизнь своим родным и передаёт Босворта властям.

## В ролях
- Микки Рурк — Майкл Босворт
- Энтони Хопкинс — Тим Корнелл
- Мими Роджерс — Нора Корнелл
- Дэвид Морс — Алберт
- Линдсей Краус — агент ФБР Чандлер
- Келли Линч — Нэнси Брейерс
- Элиас Котеас — Валли Босворт
- Шони Смит — Мэй Корнелл
- Джерри Бамман — Эд Тэлент
- Джон Финн — Лексингтон
- Дин Норрис — Мэддокс
- Мэттью Макграт — Кайл